# Эванс, Эдвин (старший)
Эдвин Эванс-старший (англ. Edwin Evans Sr.; 1844—1923) — британский музыковед
 и органист. Отец Эдвина Эванса-младшего.
Основные труды Эванса — четырёхтомный «Исторический, описательный и аналитический перечень всех сочинений Иоганнеса Брамса» (англ. Historical, Descriptive, and Analytical Account of the Entire Works of Johannes Brahms; 1912—1936) и «Девять симфоний Бетховена, полностью описанные и проанализированные» (англ. Beethoven's Nine Symphonies, Fully Described and Analized; 1924).
Эванс перевёл с французского две книги Гектора Берлиоза: «Моцарт, Вебер и Вагнер» и «Критический очерк девяти симфоний Бетховена» (англ. A Critical Study of Beethoven's Nine Symphonies).
Среди ряда органных транскрипций Эванса — увертюра Чайковского «1812 год».